# 데카트론 (일렉트로닉스)

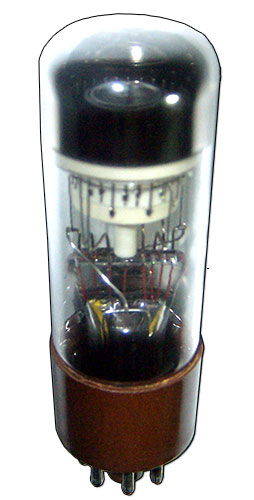

일렉트로닉스에서 데카트론(Dekatron 또는 Decatron)은 가스로 채워진 10년 계수 튜브이다. 데카트론은 1950년대와 1960년대에 컴퓨터, 계산기, 기타 계산 관련 제품에 사용되었다. "데카트론"은 노팅엄 비스톤의 ETL(Ericsson Telephones Limited)에서 사용한 브랜드 이름이었으며 이후 일반 상표가 되었다. 이 장치는 존 레지날드 액턴(John Reginald Acton)이 발명했으며 특허는 에릭슨에 부여되었다.
데카트론은 계산, 계산 및 주파수 분할 목적에 유용했다. 왜냐하면 데카트론에서 네온 점이 한 번 완전히 회전하면 일반적으로 가이드 전극에서 10개의 펄스를 의미하고 신호는 음극 중 하나에서 파생될 수 있기 때문이다. 데카트론은 다른 계산 단계를 위해 펄스를 보낸다. 데카트론은 일반적으로 높은 킬로헤르츠(kHz) 범위의 최대 입력 주파수를 갖는다. 100kHz가 빠르고 1MHz가 가능한 최대값에 가깝다. 이러한 주파수는 수소로 채워진 고속 데카트론에서 얻어진다. 불활성 가스로 채워진 데카트론은 본질적으로 더 안정적이고 수명이 길지만 계수 주파수는 10kHz(1~2kHz가 더 일반적임)로 제한된다.